# Arbignieu
Arbignieu is een plaats en voormalige gemeente in het Franse departement Ain in de regio Auvergne-Rhône-Alpes en telde 431 inwoners (1999). De oppervlakte bedroeg 12,9 km², de bevolkingsdichtheid was gemiddeld 33,4 inwoners per km².
Per 1 januari 2016 is Arbignieu samen met Saint-Bois opgegaan in de nieuwe gemeente Arboys en Bugey.

## Geografie
De onderstaande kaart toont de ligging van Arbignieu met de belangrijkste infrastructuur en aangrenzende gemeenten.

## Demografie
Onderstaande figuur toont het verloop van het inwoneraantal van Arbignieu vanaf 1962.
Vanwege een beveiligingsprobleem met de MediaWiki Graph-software is het momenteel niet mogelijk deze grafiek weer te geven. Zodra de software is bijgewerkt zal de grafiek vanzelf weer zichtbaar worden.